# Gimp
Gimp, i marknadsföring skrivet GIMP, förkortning för "The GNU Image Manipulation Program", är ett fritt bildbehandlingsprogram tillgängligt under GNU General Public License. Gimp är ämnad för både enklare och mer avancerad redigering av bilder samt frihandstecknande. Programutvecklingen påbörjades av Spencer Kimball och Peter Mattis som studerade vid Berkeley. Första offentliga versionen släpptes 1995 och version 1.0 släpptes 1998. Gimp fanns från början endast för unixliknande operativsystem med X Window System som Solaris, Linux och FreeBSD, men finns idag för många andra plattformar. Gimp konkurrerar i första hand med Adobe Photoshop, men har inte för avsikt att imitera konkurrerande programvara. Gimps maskot är en prärievarg kallad Wilber.
Gimps användargränssnitt är baserat på programmeringsbiblioteket GTK+ ("The GIMP Toolkit). GTK+ var från början en del av Gimp, men har senare separerats för att göras användbart även i andra program utanför Gimp. GTK+ utvecklades för att ersätta det icke fria grafikbiblioteket Motif, som Gimp ursprungligen var beroende av. Skrivbordsmiljön Gnome är baserad på GTK+.
Script-Fu är ett scripttillägg för Gimp baserat på SIOD (Scheme in One Defun).